# Endeavor Group Holdings
Endeavor Group Holdings, ehemals William Morris Agency, ist der US-amerikanische Mutterkonzern einer Gruppe von Künstleragenturen und Veranstaltungsfirmen, die Künstler aus allen Teilen der Unterhaltungsindustrie (u. a. Film, Fernsehen, Musik, Literatur, Bühne, Sport) vertreten und vorwiegend Kampfsportevents veranstaltet. Das Unternehmen ist nach eigener Auskunft das größte und am stärksten diversifizierte seiner Art weltweit.

## Geschichte
Die Ursprünge des Unternehmens gehen auf ein Büro zurück, das der junge, aus Deutschland eingewanderte Vaudeville-Agent William Morris 1898 in New York City eröffnete. Offiziell wurde die William Morris Agency erst am 31. Januar 1918 gegründet. Morris führte die Agentur inzwischen gemeinsam mit seinem Sohn, William jun. und seinem Partner Abe Lastfogel. Das Büro vertrat nicht nur Vaudeville-, sondern in zunehmendem Umfang auch Filmkünstler. Als die amerikanische Filmindustrie um 1920 aus New York nach Hollywood umzog, eröffneten Morris und seine Partner dort 1922 ein weiteres Büro. Stars wie Al Jolson, die Marx Brothers, Mae West und Charles Chaplin ließen sich von Morris vertreten und sorgten dafür, dass das Unternehmen florierte.
1930 zog William Morris sen. sich zurück und überließ die Geschäftsführung allein William Morris jun. (Hollywood) und Abe Lastfogel (New York). Die Agentur vertrat inzwischen eine beeindruckende Anzahl prominenter Stars, darunter James Cagney, Louis Armstrong und Will Rogers; später kamen Sammy Davis junior, Milton Berle und Rita Hayworth dazu. Auch deutsche Emigranten wie Erwin Piscator ließen sich von der Agentur vertreten. Nachdem das Unternehmen im Dezember 1949 die Berg-Allenberg Agency aufkaufte, vertrat es auch Frank Capra, Clark Gable und Judy Garland.
Als in den 1940er Jahren das Fernsehen Verbreitung fand, war die William Morris Agency eine der ersten Agenturen, die auch in diesem Medium in großer Zahl Künstler vermittelten. Im Filmbereich blieb die Agentur jedoch weiterhin erfolgreich. In den folgenden Jahren vertrat sie z. B. Steve McQueen, Frank Sinatra, Andy Griffith, Marilyn Monroe, Elvis Presley, Katharine Hepburn, Spencer Tracy, Jack Lemmon, Walter Matthau, Kim Novak, Dick Van Dyke und Bill Cosby.
In den 1960er Jahren entwickelte sich die Musikabteilung zum einträglichsten Sektor der William Morris Agency. Zu den Klienten, die sie vertrat, zählten z. B. The Rolling Stones, The Byrds, The Beach Boys und Sonny&Cher.
1989 kaufte das Unternehmen die Jim Halsey Company auf, die u. a. die Oak Ridge Boys, Waylon Jennings und Tammy Wynette vertrat. 1992 wurden auch die bedeutenden Triad Artists Teil der William Morris Agency. 1993 gründete die Agentur ein Corporate Advisory/New Media Department („William Morris Consulting“) und ist seitdem auch in der Industrieberatung tätig. In den frühen 1990er Jahren kam eine Literaturabteilung dazu.
Weitere Niederlassungen der William Morris Consulting bestehen heute in London (seit 1965), Nashville (1973), Miami Beach (2003) und Shanghai (2004).
2009 fusionierte die William Morris Agency mit der Endeavour Talent Agency. 2012 erwarb die Beteiligungsgesellschaft Silver Lake knapp ein Drittel der Anteile. Ende 2013 verkündete man den Kauf der International Management Group. Die nunmehrige WME-IMG übernahm 2015 von Donald Trump die Miss Universe Organization (2022 an die thailändische Gruppe JKN Global veräußert). 2016 übernahm ein Konsortium unter Führung von WME-IMG und Silverlake den Kampfsportveranstalter Zuffa. Im selben Jahr beteiligte sich WME-IMG am Kunstmesse-Veranstalter Frieze (unter anderem Frieze Art Fair).
Im Zuge einer Reorganisation benannte sich die Konzernmutter der WME-IMG-Gruppe 2018 um in Endeavor. Seit 2021 ist Endeavor an der Börse notiert. Im April 2023 bestätigte Endeavor, WWE zu übernehmen und diese mit seiner Zuffa-Tochter UFC zu fusionieren.
Im Frühjahr 2025 wurde Endeavor vom Kapitalinvestmentunternehmen Silver Lake gekauft. Infolgedessen übernahm Ari Emanuel, einst Mitgründer des Endeavor-Vorläuferunternehmens Endeavor Talent Agency und bis zur Übernahme CEO von Endeavor, über eine von ihm neugegründete Veranstaltungsgesellschaft sowohl das Kunstmesseunternehmen Frieze (zu dem seit 2023 auch die New Yorker Armory Show und die Expo Chicago zählt) als auch die zugehörige gleichnamige Kunstzeitschrift Frieze.